# Margaret Watkins

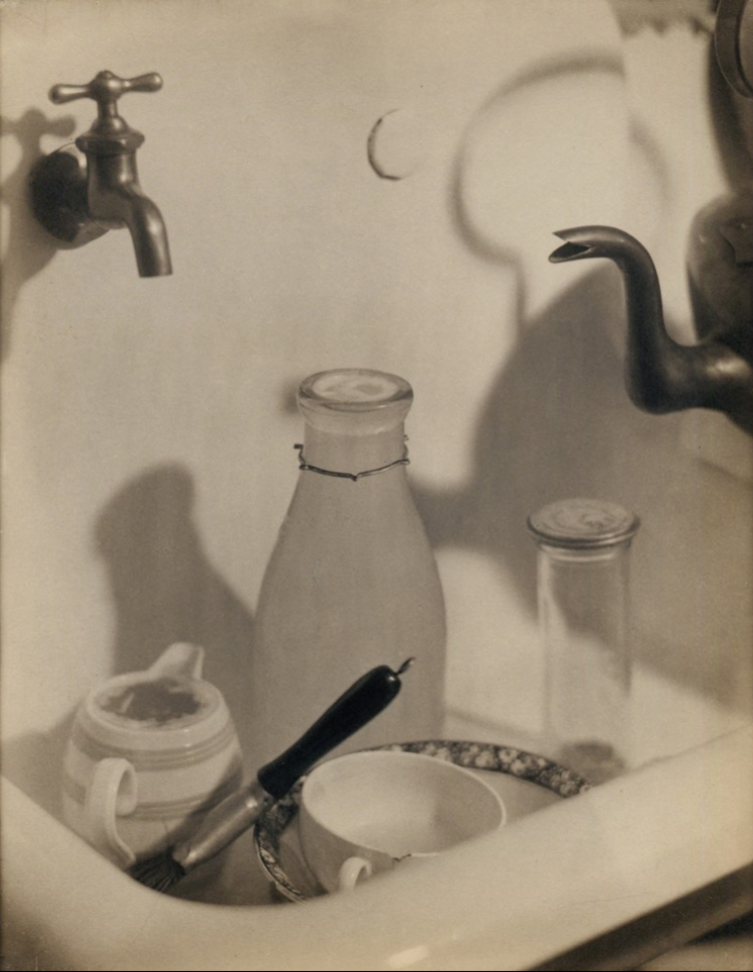
Margaret Watkins:El fregadero de la cocina, 1919.

Margaret Watkins (Hamilton, 8 de noviembre de 1884 - Glasgow, 1969) fue una fotógrafa canadiense reconocida por sus innovadoras contribuciones a la fotografía publicitaria. Vivió una vida de rebeldía, rechazo a las tradiciones y heroísmo individual. Adelantada a su tiempo, fue una profesional con una carrera exitosa en una época en la que las mujeres solían permanecer en casa.

## Biografía
Watkins, hija de un empresario de Ontario y de una escocesa, nació en Hamilton, Ontario, el 8 de noviembre de 1884. Al crecer, Watkins mostró buen ojo para el diseño y la artesanía, y a los 15 años ya estaba vendiendo sus propias obras en los grandes almacenes de su padre. También tocaba el piano y cantaba en el Coro de la Iglesia Metodista. En 1908 Watkins dejó su casa familiar para trabajar en la comunidad de artesanos y artistas Roycroft que formaba parte del movimiento Arts and Crafts en Estados Unidos y en Sidney Lanier Camp. Fue en estas dos comunidades rurales utópicas en el noreste de Estados Unidos donde comenzó su aprendizaje de la fotografía. En 1913, se trasladó a Boston, donde trabajó como asistente en un estudio de fotografía comercial. Además de su trabajo como fotógrafa, escribía poesía y cantaba a Mendelssohn y Wagner con el Temple Israel Choir. Más tarde consiguió un trabajo en Nueva York con la fotógrafa Alice Boughton y comenzó a estudiar con Clarence Hudson White en sus escuelas de Nueva York y Maine. Fue durante estos cursos en Maine, cuando se consolidó su interés por la fotografía y donde más tarde ella misma se hizo profesora. 

## Trayectoria
Watkins abrió un estudio en Greenwich Village, Nueva York, y en 1920 se convirtió en editora de la publicación anual Pictorial Photography in America. Trabajó con éxito como fotógrafa publicitaria para Macy's, J. Walter Thompson Company y Fairfax, convirtiéndose en una de las primeras fotógrafas en colaborar con las agencias publicitarias. También realizó paisajes, retratos, desnudos y naturalezas muertas. Entre sus retratados se encontraban muchas figuras del mundo artístico del Nueva York de la época, como Sergei Rachmaninov, Ezra Winter y Kenneth Hayes Miller. Durante sus años de enseñanza en la escuela Clarence White, de 1916 a 1928, contó con alumnos como Margaret Bourke-White, Laura Gilpin, Paul Outerbridge, Ralph Steiner y Doris Ulmann.
Fue una de las primeras fotógrafas de arte en publicidad y sus imágenes de objetos cotidianos establecieron nuevos estándares de aceptabilidad. A partir de 1928, cuando se encontraba en Glasgow, se embarcó en trabajos de fotografía callejera en Rusia, Alemania y Francia, especializándose en escaparates y fachada de tiendas. 
Watkins murió en Glasgow, Escocia en 1969.

## Legado
El legado de Watkins está constituido por la obra ejemplar que dejó tras de sí, pero también en su ejemplo como mujer independiente y de éxito. Sobre la trayectoria de la artista, la revista literaria Queen's Quarterly publicó que había servido de modelo para otras mujeres que decidieron desarrollar sus carreras profesionales, en lugar de los roles de género tradicionalmente adjudicados.
Antes de morir, Watkins entregó una caja sellada con toda su obra a su vecino y albacea testamentario, Joseph Mulholland, a quien dio instrucciones estrictas de no abrirla hasta después de su muerte.  Aunque tardó más de una década, posteriormente se ceelebraron varias exposiciones individuales en Gran Bretaña y América del Norte, la más notable en la Light Gallery de Nueva York (1984). Cuando murió, en noviembre de 1969, dejó la mayor parte de su patrimonio a organizaciones benéficas musicales. 

## Reconocimientos
En octubre de 2012, se inauguró en la Galería Nacional de Canadá una exposición retrospectiva de la obra de Margaret Watkins titulada Domestic Symphonies (Sinfonías domésticas). En ella se mostraron 95 fotografías suyas de 1914 a 1939, entre las que se encontraban retratos, paisajes, bodegones modernos, escenas callejeras, trabajos publicitarios y diseños comerciales. La música fue una inspiración vital para Watkins, como se desprende del título de la exposición.
El servicio de correos Canada Post emitió un sello, el 22 de marzo de 2013, con la fotografía de Watkins The Kitchen Sink como parte de su serie Canadian Photography. La imagen es una naturaleza muerta de un fregadero con platos.